# Malaxis chica
Malaxis chica är en orkidéart som beskrevs av Todzia. Malaxis chica ingår i släktet knottblomstersläktet, och familjen orkidéer. Inga underarter finns listade i Catalogue of Life.